# Виндсёрфинг в закрытом помещении
Виндсёрфинг в закрытом помещении (Indoor) проходит как соревнование в основном в двух дисциплинах — слалом и прыжки. Первая идея провести соревнования в бассейне пришла в голову французу Fred Beauchкne в 1989 году, и многие считали ее безумной, но нашлись и такие, кто тоже загорелся идеей и уже весной 1990 года во Франции прошёл первый чемпионат по виндсерфингу в зале на стадионе Берси в Париже.
Для проведения соревнований потребовалось построить бассейн длиной около 60 метров и объемом 2000 кубических метров. Ветер обеспечивали 26 вентиляторов 230 см в диаметре каждый. Такая конструкция позволила «раздуть» на 12-13 м/с.
Первым чемпионом по прыжкам в бассейне стал Робби Нэш. На первые соревнования по виндсерфингу под крышей собралось более 20 тысяч зрителей.
Бассейн для соревнований по виндсёрфингу — это полностью разбираемое сооружение, потому соревнования можно проводить на любом стадионе, например в 1998 году такие соревнования провели на стадионе Стад де Франц, а затем в других городах Франции и за ее пределами: в Испании (Барселона), в Швеции (Женева), в Германии (Берлин, Франкфурт),в Италии (Милан), в Турции (Стамбул) и в Англии (Лондон).